# Wyssozk (Sarny)
Wyssozk (ukrainisch Висоцьк; russisch Высоцк, polnisch Wysock) ist ein Dorf im Rajon Dubrowyzja der westlichen Ukraine in der Oblast Riwne.

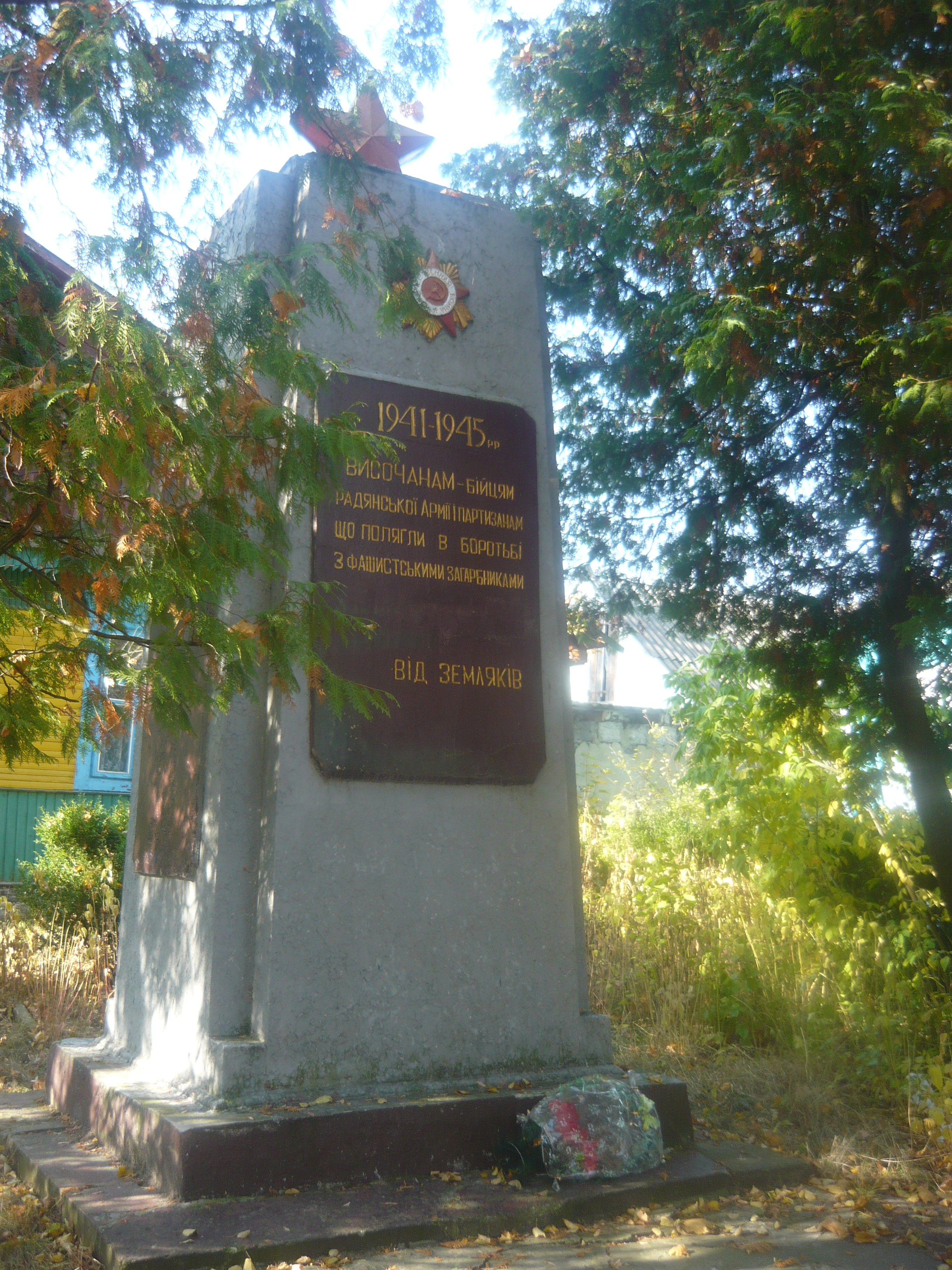
Denkmal im Ort

## Lage
Das Dorf liegt etwa 18 Kilometer nordöstlich der ehemaligen Rajonshauptstadt Dubrowyzja und 145 Kilometer nordöstlich der Oblasthauptstadt Riwne am Flusslauf des Horyn nahe der nördlich verlaufenden Grenze zu Belarus.

## Geschichte
Das Dorf wurde 1005 zum ersten Mal schriftlich erwähnt und lag bis 1795 als Teil der Adelsrepublik Polen-Litauen in der Woiwodschaft Wolhynien. Danach kam es zum neugegründeten Gouvernement Wolhynien als Teil des Russischen Reiches.
Nach dem Ende des Ersten Weltkrieges wurde der Ort ein Teil der Zweiten Polnischen Republik (Woiwodschaft Polesien, Powiat Stolin, Gmina Wysock), nach dem Ausbruch des Zweiten Weltkrieges wurde das Gebiet durch die Sowjetunion und ab 1941 durch Deutschland besetzt. 1945 kam es endgültig zur Sowjetunion und wurde in die Ukrainische SSR eingegliedert, 1991 wurde er schließlich ein Teil der heutigen Ukraine.
Zwischen 1940 und 1959 war Wyssozk die Rajonshauptstadt des Rajons Wyssozk, dieser ist heute auf die Rajone Dubrowyzja und Saritschne aufgeteilt.

## Verwaltungsgliederung
Am 26. April 2016 wurde das Dorf zum Zentrum der neugegründeten Landgemeinde Wyssozk (Висоцька сільська громада/Wyssozka silska hromada). Zu dieser zählen auch die 6 in der untenstehenden Tabelle aufgelistetenen Dörfer, bis dahin bildete es zusammen mit den Dörfern Chylin und Werbiwka die gleichnamige Landratsgemeinde Wyssozk (Висоцька сільська рада/Wyssozka silska rada) im Norden des Rajons Dubrowyzja.
Am 12. Juni 2020 kamen noch die 3 Dörfer Brodez, Horodyschtsche und Tumen zum Gemeindegebiet.
Am 17. Juli 2020 wurde der Ort Teil des Rajons Sarny.
Folgende Orte sind neben dem Hauptort Wyssozk Teil der Gemeinde:
| Name                     | Name         | Name                         | Name           | Name |
| ukrainisch transkribiert | ukrainisch   | russisch                     | polnisch       |      |
| ------------------------ | ------------ | ---------------------------- | -------------- | ---- |
| Brodez                   | Бродець      | Бродец                       | Brodziec       |      |
| Chylin                   | Хилін        | Хилин (Chilin)               | Chylin         |      |
| Horodyschtsche           | Городище     | Городище (Gorodischtsche)    | Horodyszcze    |      |
| Ljudyn                   | Людинь       | Людынь                       | Ludyń, Ludynie |      |
| Partysanske              | Партизанське | Партизанское (Partisanskoje) | Póznia         |      |
| Rudnja                   | Рудня        | Рудня                        | Rudnia         |      |
| Solote                   | Золоте       | Золотое (Solotoje)           | Złote          |      |
| Tumen                    | Тумень       | Тумень                       | Tumeń, Tumień  |      |
| Werbiwka                 | Вербівка     | Вербовка (Werbowka)          | Rzeczyca       |      |